# ديفيد س. بيري
ديفيد س. بيري (بالإنجليزية: David C. Bury)‏ هو قاضي ومحامي أمريكي، ولد في 9 ديسمبر 1942 في تلسا في الولايات المتحدة.